# R–77
Az R–77, más típusjelzéssel RVV–AE (NATO-kódja: AA–12 Adder) orosz közepes hatótávolságú, aktív lokátoros önirányítású légiharc-rakéta. Fejlesztése még a Szovjetunióban, az 1980-as évek elején kezdődött. Az amerikai AIM–120 AMRAAM rakéta orosz megfelelője, ezért a nyugati szakirodalomban előszeretettel hívják Amraamszkijnak.

## Története
Fejlesztése 1982-ben kezdődött a Szovjetunióban a Vimpel és a Molnyija tervezőirodák együttműködésében. Az R–77 volt a Szovjetunió első, többcélú légiharc-rakétája, amely a „tüzelj és felejtsd el” irányítási elvet alkalmazta. A légi célok széles választéka ellen készült, lebegő helikoptertől az alacsonyan, nagy sebességgel repülő célokig. Követelmény volt, hogy a rendszerben lévő vadászrepülőgépek hordozhassák. A tervezők állítása szerint a fegyver alkalmazható akár rakéták ellen, mint például az amerikai AIM–54 Phoenix, vagy AIM–120 AMRAAM, és a MIM–104 Patriot légvédelmi rakéták ellen is. Ezen kívül képes leküzdeni manőverező robotrepülőgépeket, és precíziós vezérlésű fegyvereket is. Az R–77-t a nyilvánosság előtt az 1992-es a MosAeroshow ’92 kiállításon mutatták be. A rakéta Oroszországban az amerikai AIM-120 AMRAAM-mal való hasonlóság miatt „Amraamszkij” becenevet kapta. A fegyver RVV–AE néven is ismert. Behajtható stabilizátorainak köszönhetően belső függesztményként is rögzíthető. A rakétával 1984-ben kezdődtek a lőtéri próbák, amelyek 1991-ben fejeződtek be. A rakétát 1994. február 24-én rendszeresítették az Orosz Fegyveres Erők MiG–29, Szu–27 és MiG–31 repülőgépein.

## Műszaki jellemzői
A rakéta hagyományos aerodinamikai elrendezésű, szokatlanul kis fesztávolságú stabilizátorokkal, a törzs végén behajtható rácsvezérsíkokkal, amelyek fémházba szerelt, rácsozottan elrendezett pengeszerű lemezekből állnak. Ez a kialakítás csökkenti az induló tömeget, nagyobb lesz a kormányfelület, ez pedig nagyobb manőverezőképességet biztosít. Ennek az irányítási módszernek a kidolgozása három évbe telt. Orosz források szerint ezeknek a kormányszerveknek kisebb energiára van szükségük a működéshez, és kisebb a radarkeresztmetszetük, mint a hagyományos kialakítású kormányfelületeknek. A nagy állásszögnél jelentkező áramlásmegoszlás biztosítja a rakétának a 150°/másodperc fordulási szögsebességet. Indítás után a rakéta tehetetlenségi irányítással, és amennyiben szükséges, az indító géptől származó pályakorrekciós jelekkel közelíti meg célt. A végső szakaszban a rakéta saját radarberendezését használva, aktív lokátoros önirányítással éri el a célt. Az R–77 lézeres közelségi gyújtóval van felszerelve, a robbanófej pedig széleskörűen képes célokat megsemmisíteni a bombázóktól kezdve a precíziós vezérlésű fegyverekig.
Kis indítási távolságon automatikusan aktív lokátoros önirányítás üzemmódban közelíti meg a célt, de ha a lokátora elveszti azt, az indító géppel fenntartja a kommunikációt a szükséges pályakorrekciós jelekért. Amennyiben a cél aktív zavarást végez, a rakéta automatikusan passzív üzemmódba vált és a zavarforrás felé orientálódik. Nagy magasságú, közeledő és nem menőverező célok ellen az RVV–AE 100 km hatótávolságig alkalmazható, ilyen célok esetén a rakéta nagyjából 20 km távolságból vált át aktív lokátoros önirányításra, mindezt 4 Mach sebességgel. Az alapváltozat maximális indítási távolsága 90 km. Kis távolságokon képes leküzdeni akár 12g-vel manőverező célokat is, ami több, mint amit egy ember vezette gép képes elviselni.

## Típusváltozatok
1999-ben jelent meg a rakéta továbbfejlesztett változata, amelyben a hagyományos rakétahajtómű helyére torlósugárhajtóművet építettek. Az új, nagy magasságon akár 160 km-es hatótávolságot is elérő rakéta az R–77PD, vagy RVV–AE–PD (PD – povisennoj dalnosztyi; magyarul: növelt hatótávolság) típusjelet kapta. Esetenként R–77M típusjellel is hivatkoznak rá. Hatótávolsága eléri az amerikai AIM–54 Phoenix hatótávolságát. Az R–77 egy másik változata a végső megközelítési szakaszban infravörös keresőfejet használ, így a cél nem érzékel semmilyen sugárzást az érkező rakétától.

## Alkalmazása
Az orosz vadászrepülőgépek többségének a fegyverzetébe integrálták az R–77-est. Az újabb MiG–29SZ N019M radarja is képes a fegyverrel együttműködni.  Ugyanez igaz a Kínában licenc alapján gyártott Szu–27-esekre is. Az újabb Szu–30MKK a Szu–27 radarjának modernizált változatával, az N001VEP-vel van felszerelve, ami szintén képes alkalmazni az R–77-est. India Szu–30MKI gépekbe szintén integrálták a fegyvert.

## Külső hivatkozások
- Р–77, РВВ–АЕ – Az Ugolok nyeba repülő-enciklopédia cikke (oroszul)
- Р–77ПД, РВВ–АЕ–ПД – Az Ugolok nyeba repülő-enciklopédia cikke (oroszul)
- A rakéta lokátoros önirányító berendezését kifejlesztő és gyártó moszkvai Agat tudományos kutatóintézet honlapja (oroszul)